# 設計速度
設計速度（せっけいそくど）は、道路設計で道路の幾何学的特徴を決定するために使用される指標である。その言葉の意味に反し、設計速度は必ずしもその道路の最大安全速度ではない。

## 概要
道路のある区間において最低限保障された走行速度を発揮できる道路のサービス状態（性能）を表した指標であり、道路設計において、曲線半径や勾配などの道路の線形の大きさを決定するために指標とするものである。拠点から目的地までの移動において、高い通行機能が期待される道路になるほど、求められる速度は高くなり、道路の曲線半径を大きくし、勾配を小さくする必要がある。道路の直線区間は、規制速度の制約がなければ、理論上は自動車の性能の範囲内で高速に走行することが可能と言えるが、曲線区間は設定した設計速度で無理なく走行できることを念頭に置いている。
一般道路では、安全に走行するために交差点に設置された信号機や一時停止線によって、旅行速度が設計速度を下回ってしまう状況が少なくないことから、設計速度は設計区間における速度サービスを保障するものではない。

### 幾何学的特徴
設計速度は、片勾配率と曲線半径、視距離、および山頂と垂下曲線の長さを選択する主な要因である。走行速度の速い道路では、なめらかな曲線、曲線の片勾配、長い視距離、山の頂上と谷が緩やかである必要がある。低速道路では、カーブを急に、片勾配を小さく、視距離を短く、山の頂上と谷を鋭くすることができる。

## 設計速度と制限速度の関係
道路の設計速度は、道路建設直後の初期制限速度の決定に使用されることがある。しかしながら、次のような理由で自動車を運転できる最高速度としては不十分な尺度である。
- 設計速度は、道路の建設すら行われる前に作られた、論理的な、あるいは実験的に測定された指標に過ぎない。
- そもそも、設計速度は必ずしも道路の最大安全速度ではない。道路の設計速度の基準に安全性の要因がかなり大きく組み込まれることによって、天候等の条件が良ければ自動車は問題なく設計速度を超える速度で安全に走行することができる場合がある[2][4]。
- 道路または区間の設計速度は、その最も条件の悪い部分の設計速度で、例えば、40キロメートル毎時（km/h）の設計速度の曲線さえなければ60 km/hの設計速度となる道路区間がある場合、区間全体の設計速度は40 km/hになる。実際には、道路はカーブ上で40 km/hの推奨速度を持ち、他の場所ではより高い安全な走行速度を持つ場合がある。
- 設計速度は法律で定められた制限速度の上限よりも高い可能性があるため、法律上設計速度を制限速度に指定することができない場合がある[5][6]。
- 設計速度は、設計速度の基準が決定された時点、またはその前に存在していた車両と道路の性能に基づいている。車両および車道の技術は、一般的に時間が経つにつれて向上する。結果として、設計速度が決定されてから時間が経過すると、設計速度が最大安全速度を過小評価する可能性が高くなる。

制限速度の決定に設計速度を使用することは問題があると認識されており、道路構造から推定される設計速度が低いからと言って、恣意的にその地点の制限速度を低く設定することは、効果的でもなければ、適切なエンジニアリング手法でもないとされ、日本でもアメリカでも安全性を損なうことなく設計速度より速い速度で走行することができ、同様に制限速度も設計速度よりも高く設定することができる。